# Kristian von Svensson
Kristian von Svensson, egentligen Hans Kristian Svensson, född 17 april 1973, är en  svensk musiker, författare och låtskrivare.

## Biografi
Två av hans sånger finns upptagna i den svenska arbetarrörelsens sångbok Röda sångboken och vid två tillfällen (2023 och 2024) har något av hans album nominerats till Svenska oberoende musikproducenters årliga manifestpris, i kategorin Årets visa . Han har även tilldelats Kommunistiska partiets kulturstipendium 2004, Arbetarrörelsens kulturpris i Malmö 2021 och ABF Skånes pris Årets eldsjäl 2020. 
Genom åren har han turnerat i stora delar av Skandinavien tillsammans med bland andra den amerikanske protestsångaren David Rovics och den svenske proggpionjären Jan Hammarlund. Coronapandemin satte effektivt stopp för den musikal von Svensson just färdigställt (med libretto, originaltexter och originalmusik om svensk-amerikanen Joe Hill), men som ändå uppmärksammades i både tidningspress och t.ex. den allnordiska tidskriften Visor.  
Som Kristian Svensson har han, som författare, mottagit stipendium från Sveriges författarfond efter att debattboken Kravaller och steriliseringar - vem har fått skriva vänsterns historia? och romanen Möllevångsång publicerades i början av 00-talet. Den förstnämnda bygger på hans magisteruppsats i historia och dess stoff har han senare haft anledning att återkomma till i offentlig debatt, när de gamla svenska tvångssteriliseringarna uppmärksammats och gjorts till slagträ i samtida politik. Romanen Möllevångsång utgavs senare som kombinerad ljudbok och musik-CD (där de elva sångerna var och en förgrenade romanens berättelse ytterligare).

## Diskografi

### Musikalbum
- 2007 – Möllevångsång (kombinerad ljudbok och musikalbum)
- 2009 – Röda rapp & religion
- 2011 – Lite om mycket & inget om allt
- 2013 – Live i Nacksving studios
- 2016 – Årets platta 2016
- 2019 – Songs of war, women and men
- 2022 – Mäster Palm
- 2023 – Sångerna om kärlek
- 2023 – Som vanligt helt okej